# Translingualismus
Translingualismus (lat. trans ‚über‘ und lingua ‚Sprache‘) umfasst Sprachelemente, die in mehr als einer Sprache relevant sind. Diese Elemente können in mehreren Sprachen vorhanden sein, dieselbe Bedeutung in mehreren Sprachen haben, Wörter aus mehreren Sprachen enthalten oder in einem zwischensprachlichen Raum agieren. Internationalismen bieten mehrere Beispiele für translinguales Vokabular. Beispielsweise besteht das internationale wissenschaftliche Vokabular aus tausenden translingualen Wörtern und Verbindungen.

## Translingualismus als Fluidität von Sprachsystemen
Nach dem US-amerikanischen Literaturkritiker, Essayisten und Autor Steven G. Kellman sind Menschen, die in mehr als einer Sprache oder in einer anderen Sprache als ihrer Muttersprache schreiben, translinguale Autoren. Sie sind in der Lage, eine neue linguistische Identität auszubilden. Kellman zitiert hier die Sapir-Whorf-Hypothese – das Prinzip linguistischer Relativität, das auf der Annahme beruht, dass Sprache das Denken bestimmt – als Hinweis darauf, warum translinguale Autoren sich dafür entscheiden, innerhalb ihrer Werke die Sprachen zu wechseln. Die translinguale Fluidität eines Schreibers wird von der Wirkung seiner Werke auf ein geographisch und demographisch diverses Publikum bestimmt. Auf der anderen Seite beweisen die Leser ihre translinguale Fluidität dadurch, dass sie aufgeschlossen und empfänglich für die linguistische Heterogenität der Werke sind und mit ihr vertraut sind.

## Translingualismus als kommunikative Kompetenz
In jüngerer Zeit haben Wissenschaftler Translingualismus auch als eine kommunikative Kompetenz konzeptionalisiert. Sie beziehen sich dabei auf die Tatsache, dass in multilingualen Szenarien die Beherrschung einer Sprache für den Austausch nicht so relevant sei wie das Erreichen effektiver Kommunikation durch Strategien, die über rein sprachliche Kompetenzen hinausgehen. Im heutigen globalen Kontext gibt es viele Szenarien, in denen Sprecher unterschiedlicher Sprachen zusammenkommen und meistens auf Englisch kommunizieren. Die Sprecher besitzen oft unterschiedliche kulturelle Werte, die die Herstellung und Interpretation „ihrer“ Sprache beeinflussen. Daher kann nicht einfach von einer Anpassung der Sprecher an irgendeine Sprache oder/irgendein Sprachsystem oder Kultur gesprochen werden; stattdessen passen sich die Sprecher einem „gemeinsamen kommunikativen Raum“ an. Canagarajah (2013) definiert beispielsweise Translinguals als Sprecher, die die Fähigkeit besitzen, ihre zur Verfügung stehenden Sprachen erfolgreich über verschiedenste Normen hinweg kontextspezifischen Zielen anzupassen.

## Theorie der Translingualen Praxis
Sprache ist nach der Theorie der translingualen Praxis immer ein Aushandlungsprozess. Zu beachten hierbei ist, dass diese nicht an von außen feststellbare Grenzen gebunden ist. Die Sprach- und Kulturgrenze ist nicht die Grenze der Bedeutungszuschreibung. Jede Bedeutungszuschreibung ist ebenfalls ein Aushandlungsprozess. Die Übersetzung zwischen Sprachen ist eine besondere Performanz, da jede Bedeutung permanent ausgehandelt wird (Wiederholungsmotiv). Hierbei bietet der Ansatz von Lydia H. Liu eine theoretische Basis. Durch den Diskurs wird nicht etwa nur eine Übersetzung eines Begriffs gefunden, sondern es entsteht eine neue, eigene Bedeutung innerhalb der Zielsprache (hypothetische Äquivalenz), wodurch bestehende Machtverhältnisse perpetuiert oder aufgebrochen werden können. Die Theorie der translingualen Praxis verzichtet auf die Idee eines universellen transzendentalen Signifikats und betont stattdessen den ständigen individuellen Aushandlungsprozess sowohl der Begriffe als auch der Bedeutungen.
Liu bezieht sich hier auf den französischen Philosophen Jacques Derrida, welcher die Bedeutung eines Begriffs nicht in einer transzendentalen, außersprachlichen Bedeutung sah, sondern als Ergebnis von Aushandlungsprozessen und Abgrenzungen zu anderen Begriffen. Für den Fall der Übersetzung wird gefolgert, dass kein Begriff vollständig in einen anderen übersetzt werden kann. Trotzdem sind wir allerdings alltäglich damit konfrontiert, dass Übersetzung „funktioniert“ und wir uns über Sprachgrenzen hinweg verständigen können. Diese hypothetischen Äquivalenzen sind, wie jede Form der Bedeutungsbildung, ständigem Wandel ausgesetzt, auch wenn sie den Eindruck erwecken, fest stehende Bedeutungen oder Übersetzungen zu sein. Eine in der Praxis getätigte Aushandlung kann in der Folge per Institutionalisierung (beispielsweise Wörterbücher) wieder auf weitere individuelle Aushandlungsprozesse wirken (beispielsweise beim Lernen von Vokabeln/Definitionen) und sich so verfestigen.